# 台湾棋院
台湾棋院（たいわんきいん）は台湾の囲碁の組織。プロの囲碁棋士が所属し、棋戦や囲碁の振興活動などを行う。正式名は『台湾棋院文化基金会（台灣棋院文化基金會）』。英語名はTaiwan Chi Yuan Culture Foundation。

## 歴史
台湾のプロ組織には、1972年（民国61年）発足の中国囲棋会が存在していた。
2000年（民国89年）3月4日に、中環集団社長の翁明顯が理事長となって台湾棋院が発足。
2003年（民国92年）から、関西棋院との定期交流戦を開始。
2008年（民国97年）3月に、新しい棋士処遇制度を定めるが、これに同意しなかった周俊勲、林聖賢、彭景華、周奎宏ら12名の棋士を、主催する棋戦への5年間出場停止処分とした。しかし海峰棋院理事長林文伯らの調停により、2009年9月に改訂した同意書にサインし復帰となった。
2008年から中国乙級リーグに参加、1勝3敗3分の成績で丙級落ちするが、2012年丙級リーグで1位となって乙級昇級を果たした。
2009年に林至涵が台湾棋院設立後初の九段昇段を果たし、2011年には陳詩淵も九段昇段。

## 棋戦
国内棋戦
- 中環杯囲棋オープン戦（台湾棋院文化基金会主催）1994年〜
- CMC杯電視快棋戦（緯来電視台放送、台湾棋院文化基金会主催）2001年〜
- 東鋼杯プロ囲棋戦（台湾棋院文化基金会主催）2001年〜
- 天元戦（民生報、台湾棋院文化基金会主催）2002年〜
- 中環杯国手戦（台湾棋院文化基金会主催）2005年〜
- 王座戦（台湾棋院文化基金会主催）2006年〜

国際棋戦
- 中環杯世界囲棋選手権戦（台湾棋院文化基金会主催、中環・JPモーガン後援）2005年〜
- 亜芸杯両岸交流戦（台湾棋院文化基金会主催）2006年〜

その他、台湾棋院以外主催の棋戦
- 名人戦（応昌期囲棋基金主催）1972年〜

## 注
1. ↑  http://blog.board19.com/news/2009/09/30/周俊勳等重返台灣棋院-共同聲明/